# Dylan Riley Snyder
Dylan Riley Jacob Snyder (Tuscaloosa, 24 gennaio 1997) è un attore statunitense, conosciuto per il ruolo di Milton Krupnick nella serie Disney XD Kickin' It - A colpi di karate.

## Biografia
Snyder è nato a Tuscaloosa, in Alabama, ha una sorella, Cassidy, impegnata in una compagnia teatrale, ed è cresciuto tra le prove teatrali. All'età di 5 anni partecipa ad un musical basato sul Canto di Natale come Tiny Tim, attirando l'interesse di molti produttori locali. Nel 2003 la famiglia si trasferisce a Petal, nel Mississippi, e qui Dylan fa parte del Coro dei Ragazzi del Mississippi. Dopo essere tornato in Alabama a causa dell'Uragano Katrina, la famiglia si sposta a New York.
Dal 2005 prende parte a molti spettacoli teatrali, tra cui il musical Tarzan della Disney (nella parte del piccolo Tarzan), prendendo anche lezioni di canto e di ginnastica. Nel 2011 viene scelto per il ruolo di Milton nella serie Kickin' It - A colpi di karate. Nel 2014 ha partecipato alla cover della canzone Do You Want To Build A Snowman? (facente parte della colonna sonora di Frozen) nel gruppo Disney Channel Circle of Stars.

## Vita privata
Da settembre 2019 è sposato con la collega Allisyn Ashley Arm.

## Filmografia

### Cinema
- Perdona e dimentica (Life During Wartime), regia di Todd Solondz (2009)
- Mamaboy, regia di Aaron Leong (2017)

#### Televisione
- Wonder Pets! - serie TV, 2 episodi (2008-2009) - voce
- Kickin' It - A colpi di karate (Kickin' It) - serie TV, 83 episodi (2011-2015)
- Modern Family - serie TV, 1 episodio (2013)
- WTH: Welcome to Howler - serie TV, 1 episodio (2017)
- Astrid Clover - serie TV, 52 episodi (2015-2017)
- Better Call Saul - serie TV, 1 episodio (2017)

## Teatro
- Tarzan: The Broadway Musical, regia di Bob Crowley (2006-2007)
- The Orphans' Home Cycle, regia di Horton Foote (2009-2010)

## Doppiatori italiani
- Andrea Oldani - Kickin' It - A colpi di karate

## Premi e riconoscimenti
- Gotham Awards
  - 2010 - Candidato per il best ensemble cast per Perdona e dimentica
- Drama Desk Award
  - 2010 - Special Award per The Orphans' Home Cycle